# Mainmühle (Kitzingen)
Die Kitzinger Mainmühle (1875 Dampfmühle, früher Hausnummer 816) war eine Getreidemühle in der unterfränkischen Stadt Kitzingen in Bayern. Die Anlage am Main wurde zwischen dem 15. und dem 19. Jahrhundert kontinuierlich betrieben und entwickelte sich zu einem beliebten Motiv für Künstler und zum Wahrzeichen der Stadt. Im 19. Jahrhundert wurden die Mühlengebäude für kurze Zeit zu einem Ortsteil Kitzingens erhoben.

## Geschichte
Die Mainmühle wurde im Jahr 1448 durch Peter Dachsbach errichtet, wobei er hierfür das Privileg Kaiser Friedrich III. erwerben konnte. Der Bau einer Mainmühle erforderte die Errichtung eines Stauwehres, um immer mit einer ausreichenden Wassermenge im Fluss planen zu können. Dieser Eingriff in den natürlichen Flusslauf machte das Mühlwehr zu einem potentiellen Hindernis und führte immer wieder zu Auseinandersetzungen mit den Schiffern. Zugleich war die Mainmühle mit ihren sieben Mahlgängen eine der größten Anlagen des Maindreiecks und für den jeweiligen Inhaber wirtschaftlich bedeutsam.
Zunächst gelangte die Mühle 1468 an das Benediktinerinnenkloster Kitzingen. Später kamen die Markgrafen von Brandenburg-Ansbach als Klostervögte in den Besitz der Anlage. Im Jahr 1533 kaufte der Rat der Stadt die Mainmühle, die inzwischen zu einem echten Wirtschaftsfaktor aufgestiegen war. Die Mühle wurde im Jahr 1579 durch einen Brand weitgehend zerstört. Bei dem Unglück fanden der Müller, seine Ehefrau und drei Kinder den Tod. Noch im gleichen Jahr begann allerdings der Wiederaufbau.
Die Stadt hatte hierfür die Baumeister Heinrich Rummel und Wolf Mendle verpflichtet. Bis 1585 entstand die Mühle an derselben Stelle erneut. Der Neubau war mit sogar acht Mahlgängen ausgestattet worden. Durch die Zunahme des Handelsverkehrs auf dem Main wurde die Mühle im 18. Jahrhundert für auswärtige Schiffer immer wieder zum Hindernis. Ab 1715 führte der Bamberger Fürstbischof eine juristische Auseinandersetzung wegen der Mühle. Während mehrere Gutachter des Würzburger Bischofs dafür plädierten, das Mainwehr zu verändern, versuchte der Rat der Stadt die teuren Umbauten immer wieder zu verhindern.
In diesem Zusammenhang tauchte auch der junge Balthasar Neumann in Kitzingen auf. Der Ingenieur empfahl in einem Gutachten den Kitzingern einen Umgehungskanal für den Main zu bauen. So könnten die Schiffer das Mainwehr zwischen der Mühle und der Mondseeinsel umgehen. Dem Rat gelang es jedoch die Investitionen in die Mühle zu umgehen: Im Jahr 1717 vergrößerte ein Eisgang das sogenannte Mainloch vor dem Stauwehr so, dass eine Überfahrt nun gefahrlos möglich wurde. Überschwemmungen bedrohten den Bau immer wieder. So musste die Müllersfamilie 1784 aus der von den Fluten eingeschlossenen Mühle gerettet werden.
Das Ende der Mainmühle kam im Jahr 1857. Der bayerische Staat forcierte nun die Kanalisierung des Mains und die Umwandlung in eine Großschifffahrtsstraße. Gegen den Willen der Stadt wurde die Anlage enteignet und gelangte für 82.636 Gulden und 17 Kreuzer Entschädigung in den Besitz des Staates. Noch im selben Jahr riss man die Anlage ab. Zwischen 1884 und 1969 zog die Dampfmühlen- und Confiseriefabrik von August Wildhagen in die erhaltenen Nebengebäude ein. In der Nähe entstand mit der Villa Wildhagen ein repräsentativer Familiensitz der Eigentümer. Heute sind die meisten baulichen Überreste der Mühle verschwunden.

## Ortsteil
Nach der Umwandlung der ehemaligen Wassermühle zu einer Dampfmühle siedelten sich in der zweiten Hälfte des 19. Jahrhunderts mehrere Angestellte mit ihren Familien um die Mühle an, die daraufhin zu einem eigenständigen Ortsteil Kitzingens aufstieg. 1875 bestand die Einöde aus zehn Gebäuden, die zur Pfarrei, Schule und Posthaltung Kitzingens gehörte. 
| Jahr | Einwohner |
| ---- | --------- |
| 1875 | 16        |

## Inschriftenstein
Der einzige Überrest der ehemaligen Mainmühle ist heute in der Kanzler-Stürtzel-Straße 1 zu finden. Es handelt sich um einen Inschriftenstein, der an einer ehemaligen zur Mühle gehörigen Scheune angebracht war und aus dem Jahr 1522 stammt. Die Inschrift auf diesem Stein lautet: „Anno 1544 haben Bürgermeister und Rathe/ der Stadt Kitzingen diese Müllscheune vo/ neuen bauen lassen./ GOT ALLEIN ALLE EHR AMEN“. Der Inschriftenstein wird vom Bayerischen Landesamt für Denkmalpflege als Baudenkmal eingeordnet.